# Dioskuria (1971)
Dioskuria (დიოსკურია), poprzednio Kalypso  i Ypoploiarchos Batsis – grecki, następnie gruziński kuter rakietowy francuskiego typu La Combattante II. Wszedł do służby w Greckiej Marynarce Wojennej w 1971 roku pod nazwą „Kalypso” (Καλυψώ), ostatecznie zmienioną na „Ypoploiarchos Batsis” (Υποπλοίαρχος Μπάτσης), nosząc numer burtowy P 54, następnie P 17. W 2004 roku został przekazany Gruzji, wchodząc do służby pod nazwą  „Dioskuria”, z numerem burtowym 303. Był jednym z dwóch kutrów rakietowych marynarki Gruzji podczas wojny rosyjsko-gruzińskiej w sierpniu 2008 roku, w trakcie której został zniszczony w Poti.

## Zamówienie i budowa
Okręt należał do czterech zamówionych przez Grecję w 1969 roku w stoczni CMN w Cherbourgu kutrów rakietowych udanego francuskiego typu La Combattante II. Wodowany został 27 kwietnia 1971 roku, jako pierwszy z serii. Został przekazany odbiorcy 12 stycznia 1972 roku.

## Opis

### Kadłub i napęd
Wyporność standardowa okrętu wynosiła 234 tony, a pełna 255 ton. Długość wynosiła 47 m, szerokość 7,1 m, a zanurzenie 2,5 m. Kadłub wykonany był ze stali, a nadbudówka ze stopów lekkich. Załogę stanowiło 40 ludzi, w tym 4 oficerów.
Okręt napędzały cztery silniki wysokoprężne MTU MD 16V 538 TB90 o łącznej mocy 12 000 KM, poruszające cztery śruby. Prędkość maksymalna wynosiła 36,5 węzłów. Zapas paliwa wynosił 39 ton. Okręty miały zasięg 2000 Mm przy prędkości 15 w, a 850 Mm przy prędkości 25 w.

### Uzbrojenie
Zasadnicze uzbrojenie stanowiły cztery nieruchome wyrzutnie pocisków manewrujących woda-woda MM38 Exocet, z czterema pociskami. Miały one zasięg do 42 km i przenosiły głowicę o masie 165 kg. Do samoobrony służyła artyleria w postaci czterech działek przeciwlotniczych Oerlikon kalibru 35 mm, w dwóch podwójnych wieżach. Szybkostrzelność wynosiła do 550 strz./min, zasięg do 6 km, a do 5 km w przypadku celów powietrznych. Strzelały one pociskami o masie 1,55 kg.
Uzbrojenie uzupełniały dwie wyrzutnie torped przeciw okrętom podwodnym kalibru 533 mm na rufie. Służyły do wystrzeliwania kierowanych przewodowo torped AEG SST-4.

### Wyposażenie
Okręty tego typu miały stację radiolokacyjną Thomson CSF Triton (pasmo G), oraz radar kierowania ogniem Thomson CSF Pollux (pasmo I/J). Ponadto miały radar nawigacyjny Decca 1226C (pasmo I). Do kierowania uzbrojeniem służył system Thomson CSF Vega. Ponadto wyposażone były w system identyfikacji swój-obcy Plessey IFF Mk 10 i system wykrywania opromieniowania przez radary Thomson CSF DR2000S.

## Służba
Okręt został objęty 12 stycznia 1972 roku, po czym popłynął do Grecji. Wszedł do służby w Greckiej Marynarce Wojennej 1 maja 1972 roku. Otrzymał nazwę „Kalypso” (gr. Καλυψώ) z mitologii greckiej. Początkowo otrzymał numer burtowy P 54. 26 czerwca 1976 roku okręt przemianowano na „Ypoploiarchos Batsis” (gr. Υποπλοίαρχος Μπάτσης) na cześć porucznika D. Batsisa, który zginął na zatopionym niszczycielu „Vasilissa Olga” 26 września 1943 roku. W tym czasie też okręt przenumerowano na P 17. W greckiej służbie okręt przepłynął 212 000 mil morskich.
22 kwietnia 2004 roku okręt został przekazany Gruzji i przemianowany na „Dioskuria” (gruz. დიოსკურია), z numerem burtowym 303. Nazwa była nadana od greckiej kolonii antycznej na terenie obecnej Gruzji. Został okrętem flagowym sił morskich Gruzji. Już w sierpniu 2004 roku pełnił rolę okrętu flagowego w rejsie międzynarodowego zespołu okrętów na Morzu Czarnym BLACKSEAFOR, mającego na celu współpracę państw czarnomorskich, w tym z okrętami Rosji, a ponownie uczestniczył w nim w sierpniu 2006 roku. Posiadał największy potencjał bojowy spośród okrętów Gruzji dzięki pociskom Exocet i był jednym z tylko dwóch kutrów rakietowych – jedynych uderzeniowych okrętów marynarki Gruzji w 2008 roku, obok poradzieckiego kutra „Tbilisi”. 
Brak informacji, żeby gruzińskie kutry rakietowe wzięły udział w starciu kutrów patrolowych z rosyjską marynarką podczas wojny rosyjsko-gruzińskiej 10 sierpnia 2008 roku. Razem z innymi okrętami gruzińskimi, „Dioskuria” został 13 sierpnia 2008 roku zniszczony i zatopiony przez rosyjskie wojska przy nabrzeżu bazy w Poti, być może też przez atak lotniczy poprzedniego dnia.